# Seznam zápasů skotské fotbalové reprezentace na MS
Skotská fotbalová reprezentace byla celkem 8x na mistrovstvích světa ve fotbale a to v letech 1954, 1958, 1974, 1978, 1982, 1986, 1990, 1998.
- Aktualizace po MS 1998 - Počet utkání - 23 - Vítězství - 4x - Remízy - 7x - Prohry - 12x

| Číslo | Soupeř        | Výsledek | MS      | Fáze turnaje       | Góly Skotska                                                   |
| ----- | ------------- | -------- | ------- | ------------------ | -------------------------------------------------------------- |
| 1.    | Rakousko      | 0 – 1    | MS 1954 | základní skupina C | Ne                                                             |
| 2.    | Uruguay       | 0 – 7    | MS 1954 | základní skupina C | Ne                                                             |
| 3.    | Jugoslávie    | 1 – 1    | MS 1958 | základní skupina B | Jimmy Murray                                                   |
| 4.    | Paraguay      | 2 – 3    | MS 1958 | základní skupina B | Jackie Mudie, Bobby Collins                                    |
| 5.    | Francie       | 1 – 2    | MS 1958 | základní skupina B | Sammy Baird                                                    |
| 6.    | DR Kongo      | 2 – 0    | MS 1974 | základní skupina 2 | Peter Lorimer, Joe Jordan                                      |
| 7.    | Brazílie      | 0 – 0    | MS 1974 | základní skupina 2 | Ne                                                             |
| 8.    | Jugoslávie    | 1 – 1    | MS 1974 | základní skupina 2 | Joe Jordan                                                     |
| 9.    | Peru          | 1 – 3    | MS 1978 | základní skupina 4 | Joe Jordan                                                     |
| 10.   | Írán          | 1 – 1    | MS 1978 | základní skupina 4 | Andranik Eskandarian (vlastní IRN)                             |
| 11.   | Nizozemsko    | 3 – 2    | MS 1978 | základní skupina 4 | Kenny Dalglish, Archie Gemmill (1 + 1 penalta)                 |
| 12.   | Nový Zéland   | 5 – 2    | MS 1982 | základní skupina 6 | Kenny Dalglish, John Wark (2), John Robertson, Steve Archibald |
| 13.   | Brazílie      | 1 – 4    | MS 1982 | základní skupina 6 | David Narey                                                    |
| 14.   | Sovětský svaz | 2 – 2    | MS 1982 | základní skupina 6 | Joe Jordan, Graeme Souness                                     |
| 15.   | Dánsko        | 0 – 1    | MS 1986 | základní skupina E | Ne                                                             |
| 16.   | SRN           | 1 – 2    | MS 1986 | základní skupina E | Gordon Strachan                                                |
| 17.   | Uruguay       | 0 – 0    | MS 1986 | základní skupina E | Ne                                                             |
| 18.   | Kostarika     | 0 – 1    | MS 1990 | základní skupina C | Ne                                                             |
| 19.   | Švédsko       | 2 – 1    | MS 1990 | základní skupina C | Stuart McCall, Mo Johnston (penalta)                           |
| 20.   | Brazílie      | 0 – 1    | MS 1990 | základní skupina C | Ne                                                             |
| 21.   | Brazílie      | 1 – 2    | MS 1998 | základní skupina A | John Collins (penalta)                                         |
| 22.   | Norsko        | 1 – 1    | MS 1998 | základní skupina A | Craig Burley                                                   |
| 23.   | Maroko        | 0 – 3    | MS 1998 | základní skupina A | Ne                                                             |